# Ambresin
Ambresin (en wallon Anm'zin) est une section de la commune belge de Wasseiges située en Région wallonne dans la province de Liège. C'était une commune à part entière avant la fusion des communes de 1977.

## Toponymie
L'ancienne orthographe est Embresin.

## Géographie
Le village se trouve sur la route de Hannut à Wasseiges, au bord de la Mehaigne, un affluent de la Meuse. La Soile se jette en outre dans la Mehaigne au sud du village.

## Démographie
- Sources:INS, Rem:1831 jusqu'en 1970=recensements, 1976= nombre d'habitants au 31 décembre

## Histoire

### Histoire économique
Une importante sucrerie y fut en activité de 1864 à 1974, occupant jusqu’à une soixantaine d’ouvriers lors de la saison de récolte des betteraves. 
L'usine de sucre a été fondée par Joseph Zaman et des partenaires industriels 
tirlemontois et gérée après par la famille Gilain.
La plupart des bâtiments de la sucrerie ont disparu. Il est resté debout un vaste hangar de 1931 (autrefois nommé Le grand entrepôt), utilisé aujourd’hui comme dépôt par le fabricant d'aliments pour bétail 4 Épis. Sur le toit de ce hangar on pouvait encore, il y a peu, lire l’inscription « Sucrerie d’Embresin ». La couverture de toiture ayant été renouvelée en 2015. Cette inscription a maintenant disparu.

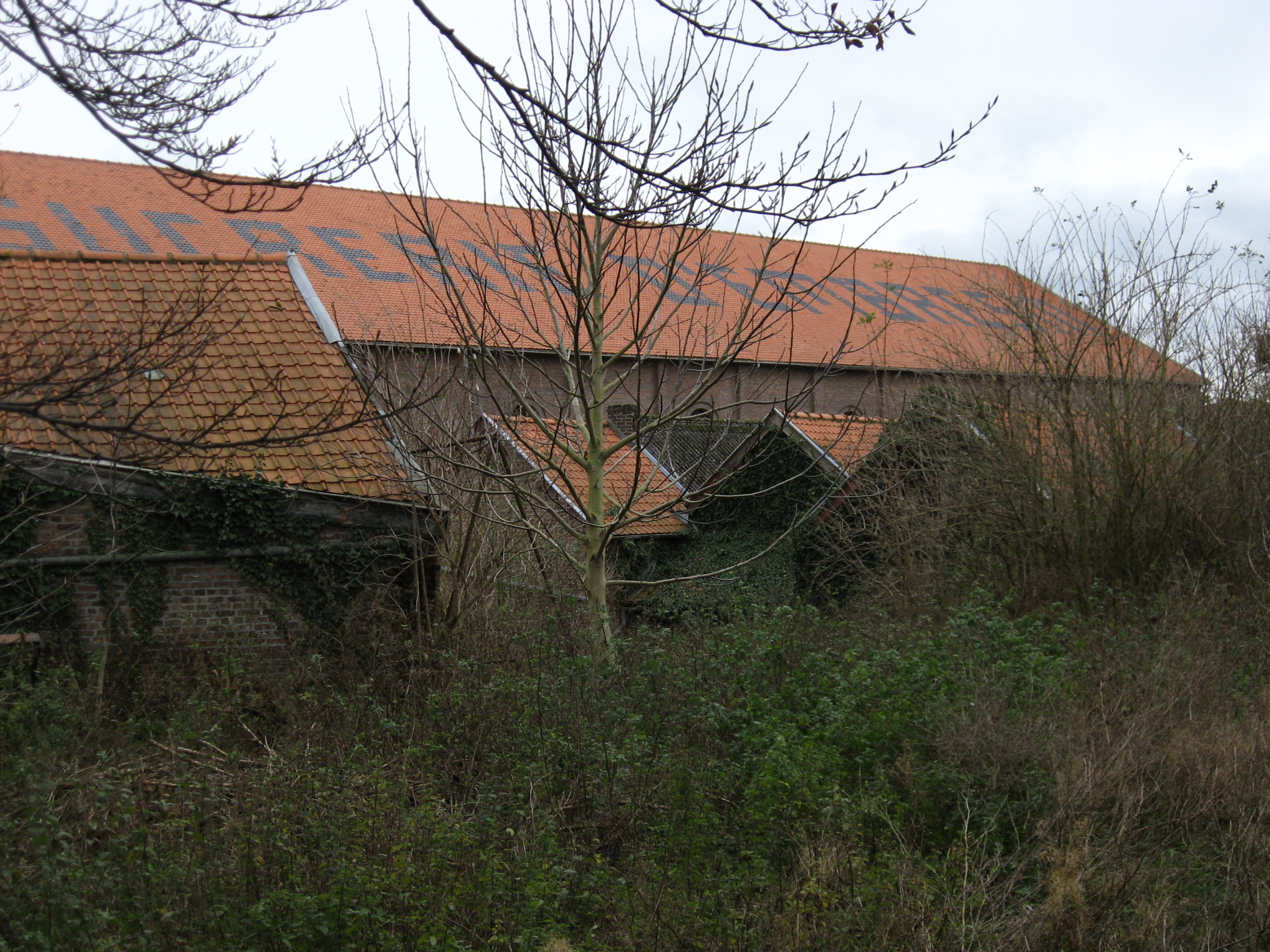
Entrepôt de l'ancienne fabrique de sucre.

À la Maison de la Métallurgie, à Liège on peut encore admirer la colossale machine à vapeur mise en fonctionnement dans la sucrerie d'Ambresin vers 1840. La machine a un poids de vingt-cinq tonnes développant une puissance de 120 CV, et faisait fonctionner des pompes à air, à eau et à jus jusqu'à la fin des années 1960.
Sur le site de l'ancienne sucrerie à Ambresin il y a encore les bâtiments de l'ancien atelier et des remises  du   petit train Zaman: une ligne de chemin de fer à voie étroite (de 72 cm d’écartement) reliant la sucrerie avec la gare Noville-Taviers à partir de 1879. Sur la route de Wasseiges, il y a encore le bâtiment de la petite gare d'Ambresin  à l’endroit où la ligne de chemin de fer traversait la route pour rejoindre la sucrerie par l’arrière. En 1925, la ligne a été reprise par la SNCV, avec une ligne à écartement métrique, jusqu'à sa fermeture définitive en 1958. Ensuite, la ligne a été démantelée.
Les anciens bassins de décantation de la sucrerie d’Ambresin sont en partie remblayés. Un des décanteurs est toujours sous eau actuellement. Une partie du site est classée et une autre partie a le statut de réserve naturelle.